# Galerie Gagosian
La galerie Gagosian (en anglais Gagosian Gallery), fondée à Los Angeles par Larry Gagosian et Leo Castelli en 1979, est l'une des plus importantes galeries d'art contemporain au monde. 

## Historique
La galerie Gagosian possède de nombreuses succursales : trois à New York, deux à Londres, trois en France, une à Athènes, Bâle, Beverly Hills, Genève, Hong Kong et Rome.
Parmi les artistes exposés figurent Andy Warhol, Damien Hirst, Tracey Emin, Frank Stella, Rachel Whiteread, Jake et Dinos Chapman, John Currin, Jasper Johns, Gilbert et George, Cy Twombly, Nan Goldin, Nathaniel Mary Quinn et Victoire de Castellane.

## Galeries
- Madison Avenue - New York, États-Unis
- West 24th Street - New York, États-Unis
- West 21st Street - New York, États-Unis
- North Camden Drive - Beverly Hills, États-Unis
- Britannia Street - Londres, Grande Bretagne
- Davies Street - Londres, Grande Bretagne
- Via Francesco Crispi - Rome, Italie
- Rue de Ponthieu - Paris, France
- 26 avenue de l'Europe — Le Bourget (Seine-Saint-Denis), France
- 9 rue de Castiglione, Paris, France
- Rheinsprung 1- Bâle, Suisse
- Place de Longemalle - Genève, Suisse